# Yanni
Yanni, geboren als Yiannis Chryssomallis ofwel Ioannis Hrysomallis (Grieks: Γιάννης/ Ιωάννης Χρυσομάλλης; Giannis,Ioannis Chrysomallis) (Kalamáta, 14 november 1954) is een autodidactisch pianist, toetsenist en componist.
Hij kreeg Grammy-nominaties voor zijn album Dare to Dream in 1992 en in 1993 voor de opvolger In My Time. Zijn doorbraak kwam met het succes van de uitgave van Yanni Live at the Acropolis. Sindsdien heeft hij voor meer dan 20 miljoen mensen in meer dan 20 landen over de hele wereld zijn muziek ten gehore gebracht. Hij heeft wereldwijd meer dan 35 platina en gouden albums verkregen met de verkoop van meer dan 20 miljoen exemplaren. Zijn composities worden gebruikt in alle televisie-uitzendingen van de Olympische Spelen sinds 1988 en zijn muziek wordt veel gebruikt in televisieprogramma's en bij sportevenementen. De regenten van de Universiteit van Minnesota verleenden Yanni het eredoctoraat van Doctor of Humane Letters. Hij studeerde aan de Universiteit van Minnesota, waar hij een BA in psychologie behaalde en een eredoctoraat verkreeg in de muziek.

## Biografie
Yanni is een autodidactisch pianist die zijn muzikale loopbaan begon met het geven van muziekoptredens voor familieleden al had hij geen formele opleiding en kon hij het notenschrift niet lezen. Hij was ook een wedstrijdzwemmer in Griekenland en vestigde een nationaal record op de 50 meter vrije slag. Op zijn 18e ging hij studeren aan de Universiteit van Minnesota. Als student trad hij op met de opkomende muziekgroep Chameleon waar hij drummer Charlie Adams ontmoette. Chameleon oogstte een bescheiden commercieel succes en toerde door het Midwesten, met name de staten Minnesota, Iowa, Wisconsin, Illinois en South Dakota. Na het behalen van zijn BA verhuisde hij naar Californië om soundtrackwerk voor films te verrichten.
In 1987 zette hij een kleine band op waarin John Tesh en Charlie Adams zaten, en begon te toeren om zijn eerste instrumentale albums Keys to Imagination, Out of Silence, en Chameleon Days te promoten.

### Jaren 1990
Dare to Dream werd in 1992 uitgebracht. Het was Yanni's eerste voor een Grammy genomineerde album en bevatte Aria, een lied gebaseerd op The Flower Duet en gepopulariseerd door een bekroonde British Airways-commercial. Een tweede Grammy-genomineerd album droeg de titel In My Time en werd uitgebracht in 1993. Zijn muziek wordt veel gebruikt in televisie-sportevenementen, waaronder de Super Bowl, Wide World of Sports, US Open, de Tour de France, Wereldkampioenschappen kunstschaatsen, de Olympische Spelen en ABC News.
Yanni's doorbraak kwam met het commerciële succes van de uitgave van zijn album en video Yanni Live at the Acropolis, dat op 23 september 1993 werd opgenomen in het 2000 jaar oude Odeion van Herodes Atticus in Athene en werd uitgebracht in 1994. Dit was Yanni's eerste live-album en hij gebruikte een volledig orkest onder leiding van de Iraanse dirigent Shahrdad Rohani, naast zijn eigen band. Vervolgens werd het concert uitgezonden in de Verenigde Staten op PBS en het werd al snel een van hun meest populaire programma's ooit dat werd bekeken door een half miljard mensen in 65 landen. Het is bijna constant gebleven op de verkooplijsten sinds de release en is de op een na best verkochte muziek-video aller tijden, met de verkoop van meer dan 7 miljoen exemplaren wereldwijd. Een compositie van dit album, "Acroyali/Standing in Motion", bleek het "Mozart-effect" te hebben volgens het Journal of de Royal Society of Medicine, omdat het vergelijkbaar is met Mozarts K 448 in tempo, structuur, melodische en harmonische consonantie en voorspelbaarheid. Hij verscheen op verschillende belangrijke PBS Pledge TV Specials zoals A Decade Of Excellence, met inbegrip van fragmenten van Live at the Acropolis, Tribute, en Live at Royal Albert Hall in Londen.
In maart 1997 was Yanni een van de weinige westerse artiesten die het toegestaan werd om bij de Taj Mahal in India een uitvoering te geven en op te nemen. Later dat jaar trad hij op in de Verboden Stad in China. Uit deze twee gebeurtenissen creëerde hij zijn volgende album en live-video Tribute die in 1997 werd uitgebracht. Lichtontwerpers Lee Rose en David Kaniski ontvingen een Emmy-nominatie voor "Outstanding Individual Achievement in Lighting Direction (Electronic) for a Drama Series, Variety Series, Miniseries or a Special" voor zowel Live at the Acropolis als Tribute.

### Jaren 2000
Na twee jaar sabbatical gaf hij in 2000 zijn eerste studio-album in zeven jaar uit: If I Could Tell You. In 2003-2004 toerde Yanni ook met het debuut van Ethnicity waarin hij zijn "One World, One People"-filosofie uitwerkte. Dit album was de aanzet tot de op drie na grootste concerttour van het jaar, volgens Billboard Magazine. Op 6 mei 2004 verleenden de regenten van de Universiteit van Minnesota aan Yanni het eredoctoraat van Doctor of Humane Letters.
Hij begon zijn "Yanni Live!"-tour van 2004-2005 in Mandalay Bay in Las Vegas en zijn daaropvolgende live-album en video Yanni Live! The Concert Event werd in 2006 uitgebracht. In 2008 presenteerde hij vocale artiesten die zijn liederen zingen op Yanni Voices, in samenwerking met producer Ric Wake. Op 24 maart 2009 werd Yanni Voices uitgebracht, zijn nieuwe studiealbum sinds zes jaar, en in april 2009 begon zijn concerttour.

## Autobiografie
Yanni's autobiografie, Yanni in Words samen met co-auteur David Rensin werd in februari 2003 uitgebracht. Het beschrijft zijn vroege jeugd in Griekenland, zijn college-jaren in Minnesota, zijn succes als een internationaal muziekartiest met zijn verkenning van het creatieve proces waarin hij componeert, en zijn negen jaar lange relatie met actrice Linda Evans. Het boek werd tegelijk uitgebracht met de uitgave van zijn dertiende album Ethnicity en was een New York Times bestseller.

## Discografie

### Studioalbums
- 1984 Optimystique
- 1986 Keys to Imagination
- 1987 Out of Silence
- 1988 Chameleon Days
- 1989 Niki Nana
- 1990 Reflections of Passion
- 1991 In Celebration of Life
- 1992 Dare to Dream
- 1993 In My Time
- 2000 If I Could Tell You
- 2003 Ethnicity
- 2009 Yanni Voices en Yanni Voces (Spaanse versie)
- 2010 Yanni Mexicanisimo
- 2011 Truth of Touch

### Livealbums / videografie
- 1994 Yanni Live at the Acropolis
- 1995 Yanni Live at Royal Albert Hall
- 1996 Yanni One on One
- 1997 Tribute
- 2006 Yanni Live! The Concert Event
- 2009 Yanni Voices
- 2009 Yanni Voces
- 2012 Yanni Live at El Morro

### Soundtracks
- 1988 Steal the Sky
- 1988 Heart of Midnight
- 1989 I Love You Perfect
- 1990 She'll Take Romance
- 1990 When You Remember Me
- 1990 Children of the Bride
- 1994 Hua qi Shao Lin

### Compilaties
- 1992 Romantic Moments, BMG
- 1994 A Collection of Romantic Themes, Private Music
- 1997 Devotion (The Best of Yanni), Private Music
- 1997 Port of Mystery, Windham Hill
- 1997 In The Mirror, Private Music
- 1997 Nightbird, Unison
- 1999 Someday, Unison
- 1999 The Private Years, Private Music
- 1999 Love Songs, RCA Victor
- 1999 Winter Light
- 2000 Snowfall
- 2000 The Very Best of Yanni (2000-10), Windham Hill Records, RCA Victor
- 2003 Ultimate Yanni

### Andere credits
- 1988 A Thousand Summers (Een opname van John Tesh waarin Yanni wordt genoemd als muzikant.)
- 1991 Polar Shift (compilatie met een originele Yanni track)
- 1997 Pure Moods
- 1999 John Tesh and Friends

### Dvd's
| Dvd's met hitnoteringen in de Nederlandse Music Top 30    | Datum van verschijnen | Datum van binnenkomst | Hoogste positie | Aantal weken | Opmerkingen |
| --------------------------------------------------------- | --------------------- | --------------------- | --------------- | ------------ | ----------- |
| The dream concert - Live from the great pyramids of Egypt | 2016                  | 11-06-2016            | 14              | 2            |             |

## Concerttours
- 1987: Out of Silence
- 1988: Chameleon Days
- 1990: Reflections of Passion
- 1991: Revolution in Sound
- 1992: Dare to Dream
- 1993: Yanni Live, The Symphony Concerts 1993
- 1994: Yanni Live, The Symphony Concerts 1994
- 1995: Yanni Live, The Symphony Concerts 1995
- 1997: Tribute
- 2003–2004: Ethnicity
- 2004–2005: Yanni Live! The Concert Event
- 2008–2009: Yanni Voices

## Trivia
- De liveversie van het nummer "Standing In Motion" is een aantal jaar gebruikt als wachtrijmuziek in de attractie Vogel Rok in de Efteling.